# Toupouri (peuple)
Pour les articles homonymes, voir Toupouri.
Les Toupouri sont une population d'Afrique centrale vivant principalement au sud-ouest du Tchad et au nord du Cameroun (frontières tracées en 1894, après la conférence de Berlin). Les Toupouri occupent également le Nigeria.

## Ethnonymie
Selon les sources et le contexte, on observe de multiples formes : Doredjo, Ndore, Toubouri, Toupouris, Tpuri, Tuburi, Tupuri, Tupur, Tururi.

## Langue
Ils parlent le toupouri. Le nombre de locuteurs était estimé à 229 000 dans les années 2000, dont 104 000 au Tchad (2006) et 25 000 au Cameroun.
Le toupouri est une langue parlée au sud-ouest du Tchad, au nord-est du Cameroun, et dans certaines localités du Nigeria. Le toupouri est en étroite cohabitation avec le français dans les régions de l’Afrique centrale. Dans ce contexte bilingue, la langue française subit d’énormes changements morpho-syntaxiques et sémantiques.

## Histoire
Une série de photographies des Toupouri ont été prises au cours de la mission que l'officier et explorateur français Henri Moll mena notamment au Tchad et au Cameroun en 1905-1907.

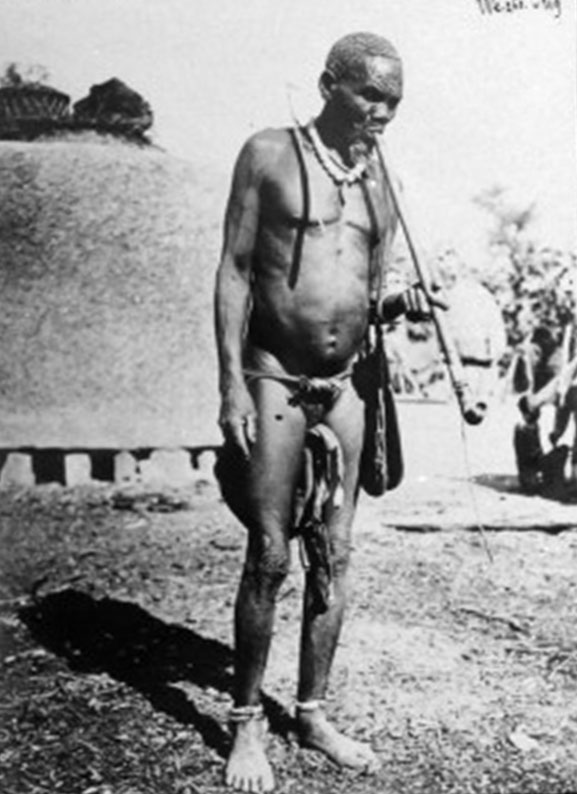
Le chef de Toikem
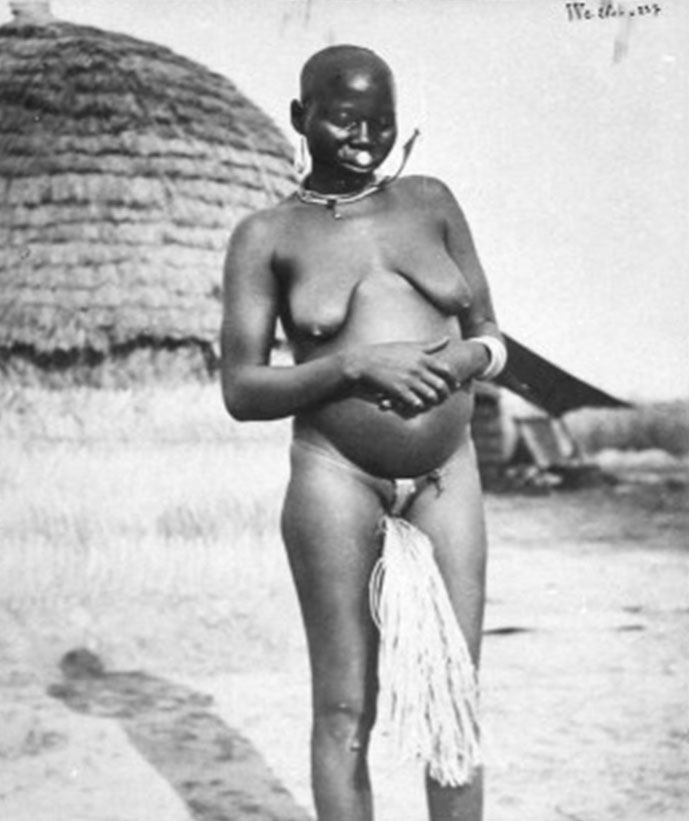
Femme toubouri

Les populations toupouri comme la plupart des autochtones sahéliens sont des nomades. À l'origine, ce peuple était dirigé par  un ancêtre connu sous le nom de Jimãbì. L'organisation sociale et même les normes culturelles étaient régies par ce souverain toupouri. La recherche des conditions de vies meilleures a conduit le groupe à une division. Les membres des clans se seraient organisés pour des migrations dans les lieux jugés confortables. Selon les traditions orales relevées par Marcel Affeté Sebara en 1959, les Toupouri occupaient les terres autour de la colline Illi au Tchad. Ils auraient eu des liens de parenté anciens avec les Mundang, dont la langue est apparentée.
Au Cameroun, les populations toupouri se trouvent dans les localités diverses entre autres Ndoukoula, Touloum, Tchatibali, Golonghini. Quoiqu'il existe une multitude de villages toupouri, la culture toupouri reste une entité unique.  Les Toupouri parlent la même langue et  leur identité culturelle est restée authentique. Celle-ci est contestée par Seignobos qui présente dans ses travaux  la différence entre l'identité culturelle du Toupouri vivant au bord du lac et à l'intérieur des plaines.

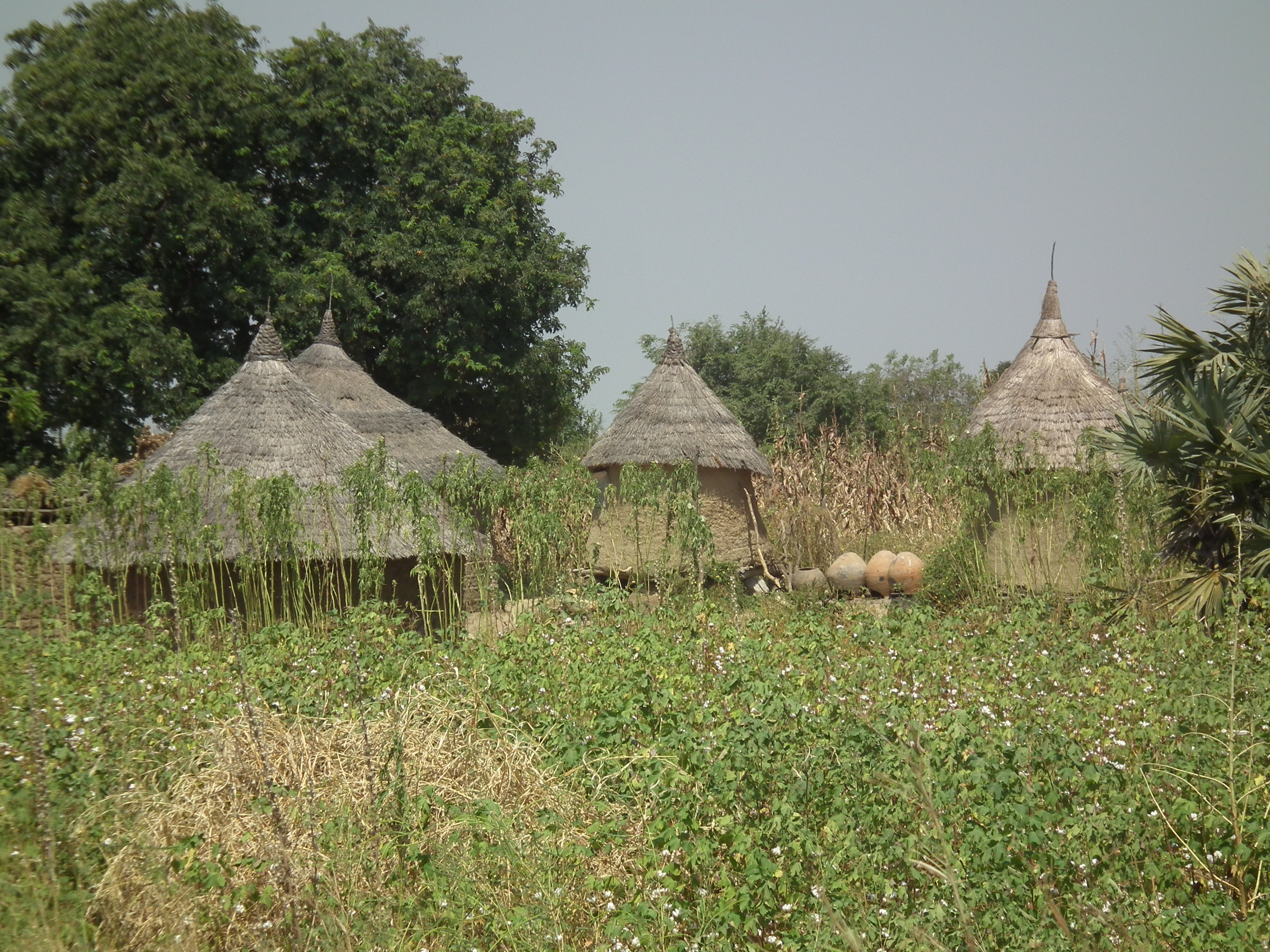
Habitations toupouri dans la plaine de l'extrême-nord du Cameroun.

## Politico-religieux
Le système religieux toupouri est associé au système politique. Le Wang doré ou wang koulou est la hiérarchie toupouri. Il décide de tout ce qui concerne la religion ou la gestion de son unité culturelle. Il est à la fois un prêtre et un chef suprême vénéré par toute la communauté toupouri. Il est doté des pouvoirs surnaturels, c'est à lui que revient le rôle d'investir les chefs locaux. Le wang doré est situé au Sud-Ouest du Tchad à 7 km de la sous préfecture de fianga. Cette localité est considérée comme la capitale du peuple Toupouri, ce qui fait du Tchad, une terre ancestrale des Toupouri.
À part le Wang koulou, les jumeaux en pays toupouri ont un statut particulier. Ils sont perçus comme étant les envoyés de Dieu. D'où l'appellation de Wirba, fils de Dieu, si ce sont des garçons et maìbà, filles de Dieu s'il s'agit de filles. Les populations ont recours  à ces envoyés pour résoudre leurs problèmes. 
Le religieux en pays toupouri ne saurait être évoqué sans une élucidation du féo kaguè. C'est une grande cérémonie toupouri qui marque la fin et le début de l'année,. Elle est célébrée par toutes les communautés toupouri du Cameroun et du Tchad. Bien que les jours de célébration diffèrent  d'une communauté à une autre, le rite pratiqué est le même partout. Le coq est l'élément sacrifié, c'est un animal prisé en pays toupouri. Les lignages d’obédience Doré, sacrifient les jeunes coqs pour la fête des prémices du sorgho rouge hâtif, selon les années entre septembre et début novembre. La cérémonie des coqs ou le féo kagué est considérée comme le nouvel an chez tous les Tupuri. Le sacrifice est rendu pour dire merci à Dieu, pour les récoltes, pour la pluie et aussi pour la paix qui a régné. La cérémonie consiste aussi à confier la nouvelle année à Dieu afin que règne l'harmonie sociale.
Les lignages d’obédience Guwaa révèrent le Méné qui est un Esprit. L'holocauste sacrifié pour célébrer la fête annuelle (Feo Méné) en l'honneur du Méné est un bouc. Pour cette célébration, le chef spirituel qui est natif de Mindaoré donne le signal de la cérémonie. Ce grand prêtre doit être un fils de Ndaora, il est appelé communément WangMéné (Prêtre du Méné).[réf. nécessaire]

## Activité
Les Tupuris ont pour activités principales l'agriculture, l'élevage, la pêche, la danse et le commerce.

## Mariage
La culture toupouri reconnait  quatre typologies de mariage:
Le mangué est le mariage par enlèvement, qui consiste pour la future mariée de partir du domicile de ses parents pour rejoindre son futur époux. La fiancé est enlevée par un frère ou ami de son fiancé et conduit vers ce dernier. Dans certains cas, le fiancé kidnappe lui-même sa promise. C'est la typologie de mariage la plus courante en pays toupouri. Le kidnapping se fait généralement dans la nuit, c'est une alerte pour le mariage. Lorsque les familles sont partisanes du mariage, les préparatifs sont entamés le lendemain de la nuit du kidnapping mais si les familles ne sont pas de cet avis, elles entrent dans les négociations. Celles-ci peuvent prendre 3 à 7 jours.  L'harmonie signalée, tout se met en œuvre pour l'union officielle des deux tourtereaux.
Le yangué est le mariage par proposition. Il est généralement engagé par les parents des futurs mariés. Ici, la possession de bœufs est l'une des raisons pour lesquelles il y a proposition de mariage. Le bœuf est un élément capital des compensations matrimoniales chez les Toupouri. Lorsqu'un parent  se trouve en possession d'un nombre considérable de bœufs, celui-ci peut faire des propositions de mariage à son fils même s'il n'est pas en âge de se marier. Aussi, lorsqu'un parent veut marier son fils, s'il ne possède pas de bœuf à offrir, il propose sa fille en mariage et les bœufs reçus de la dot de sa fille serviront à doter sa future belle-fille ( la promise de son fils). Les mêmes bœufs peuvent être offerts dans 3 voir 5 cérémonies de dot.
Le hangué est le mariage par don, qui se fait par contrainte. Cette typologie est la plus détestée par les femmes de la communauté toupouri. Il est d'ailleurs taxé de mariage forcé. Le hangué est la typologie de mariage  pour adulte, il consiste pour un parent d'offrir sa fille à un adulte. Les filles du hangué sont principalement  des femmes divorcées. Il est fort de constater que les jeunes filles jamais mariées sont offertes aux vieillards. En outre, la grossesse précoce est une cause du hangué. En pays toupouri, la grossesse est le garant par excellence de mariage. La femme enceinte est offerte au géniteur de son enfant.
La dernière typologie est le hogué, qui est un mariage par héritage. Après la mort d'un chef de famille en pays toupouri, le successeur hérite des femmes de son père à l'exception de sa mère. L'héritage ici renvoie aussi au lévirat qui consiste pour un frère d'hériter la femme de son défunt frère. Un troisième cas de hogué est le fait pour un ainé d'hériter la femme de son benjamin ou alors du benjamin d'hériter la femme de son frère ainé. Le cadet et le frère ainé ont un statut particulier dans cette culture. Ils sont d'ailleurs liés, c'est la raison pour laquelle leurs femmes ne doivent pas partir de la famille du vivant de l'un d'eux.